# Echthromorpha inimica
Echthromorpha inimica là một loài tò vò trong họ Ichneumonidae.